# Камянкі-Ванькі
Камянкі-Ванькі (пол. Kamianki-Wańki) — село в Польщі, у гміні Пшесмики Седлецького повіту Мазовецького воєводства.
Населення — 79 осіб (2011).
У 1975-1998 роках село належало до Седлецького воєводства.

## Демографія
Демографічна структура станом на 31 березня 2011 року:
|          | Загалом | Допрацездатний вік | Працездатний вік | Постпрацездатний вік |
| -------- | ------- | ------------------ | ---------------- | -------------------- |
| Чоловіки | 35      | 4                  | 24               | 7                    |
| Жінки    | 44      | 12                 | 18               | 14                   |
| Разом    | 79      | 16                 | 42               | 21                   |